# Najlepszy rezerwowy LNB Pro A
Najlepszy rezerwowy LNB Pro A – nagroda koszykarska przyznawana corocznie najlepszemu rezerwowemu zawodnikowi francuskiej ligi najwyższego poziomu – LNB Pro A od 2015 roku. 

## Laureaci

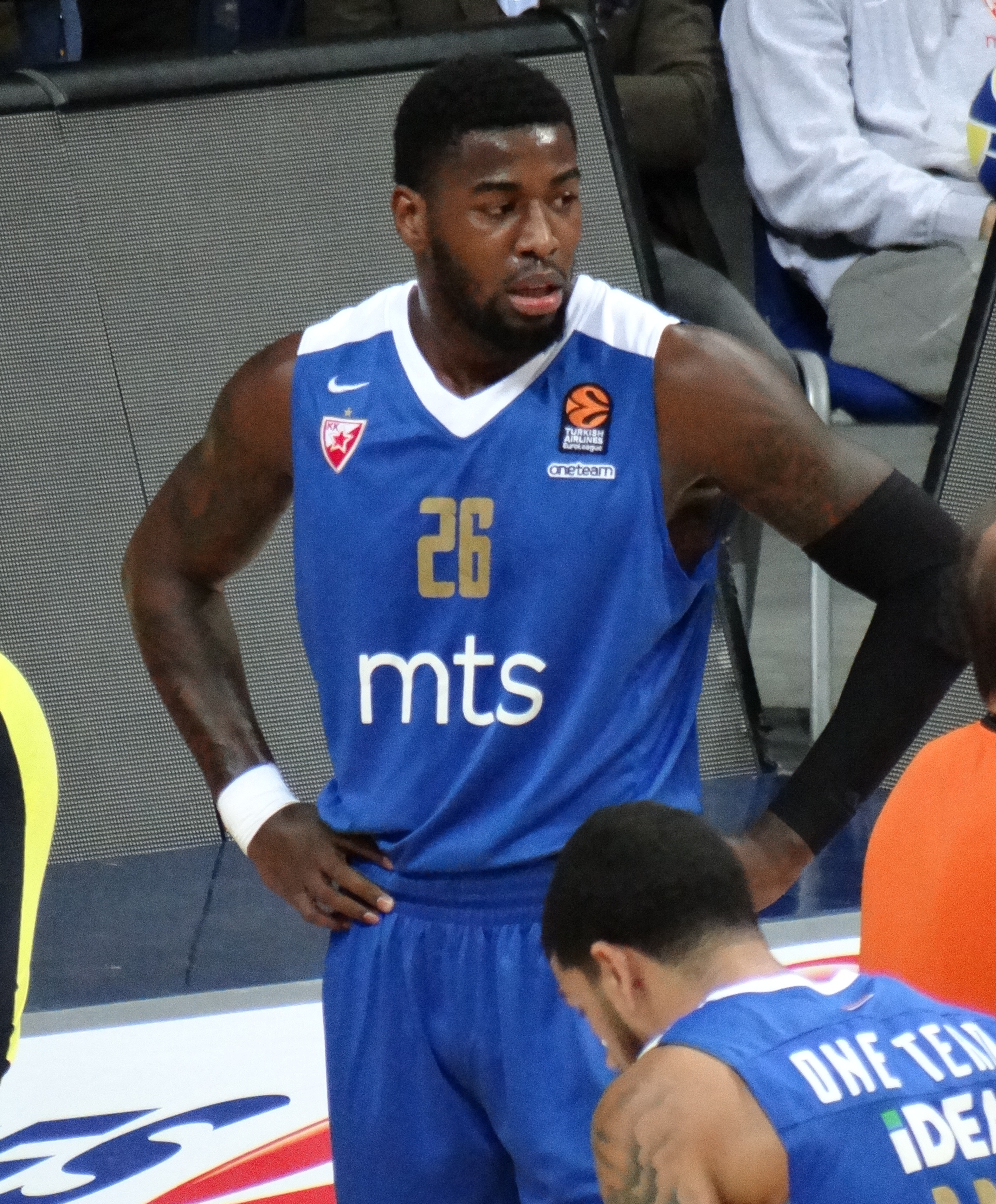
Mathias Lessort zdobył nagrodę w 2016

| Sezon   | Zawodnik        | Pozycja             | Narodowość        | Zespół         | Przy.         |               |
| ------- | --------------- | ------------------- | ----------------- | -------------- | ------------- | ------------- |
| 2014–15 | Jamar Smith     | obrońca             | Stany Zjednoczone | CSP Limoges    | [ 1 ]         |               |
| 2014–15 | Darnell Harris  | skrzydłowy          | Stany Zjednoczone | Orléans Loiret | [ 1 ]         |               |
| 2015–16 | Mathias Lessort | skrzydłowy/środkowy | Francja           | Élan Chalon    | [ 1 ]         |               |
| 2015–16 | Matt Howard     | skrzydłowy          | Stany Zjednoczone | SIG Strasburg  | [ 1 ]         |               |
| 2016–17 | Louis Labeyrie  | skrzydłowy          | Francja           | SIG Strasburg  | [ 2 ]         |               |
| 2017–18 | D.J. Stephens   | skrzydłowy          | Stany Zjednoczone | Le Mans        | [ 3 ]         |               |
| 2018–19 | Ali Traoré      | środkowy            | Francja           | Strasburg IG   | [ 4 ]         |               |
| 2019–20 | Nie przyznano   | Nie przyznano       | Nie przyznano     | Nie przyznano  | Nie przyznano | Nie przyznano |
| 2020–21 | Pierre Pelos    | skrzydłowy/środkowy | Francja           | JL Bourg       | [ 6 ]         |               |